# Charles Lafon
Charles Alfred Louis Lafon est un docteur en médecine ophtalmologique, né à Bergerac le 8 septembre 1878, et mort à Périgueux le 12 janvier 1969. Il a été président de la Société historique et archéologique du Périgord après le décès du chanoine Joseph Roux, de septembre 1944 à février 1967.

## Biographie
Charles Lafon est le fils de Pierre Jules Lafon, négociant, et de Brigitte Berthe Machenaud. Il a fait ses études au collège de Bergerac, puis ses études secondaires au lycée de Périgueux avant de poursuivre des études de médecine à la faculté de Bordeaux. Après y avoir fait son internant, il a été chef de clinique d'ophtalmologie. Il s'est installer à Périgueux en 1908 comme médecin ophtalmologiste. Pendant la Première guerre mondiale il a été médecin-major. Il a pris sa retraite de médecin en 1958.
Il a développé pendant ses loisirs plusieurs violons d'Ingres. Bibliophile averti, il a réuni de nombreux livres sur le Périgord. Il a donné en 1966 la 3e partie de Encomium trium Mariarum cum earumdem cultus defensione adversus Lutheranos (Éloge des trois Marie, avec défense de leur culte contre les Luthériens) de Jean Bertaud (1502-1572) publié par Josse Bade,,, en 1529.

## Décoration
- Chevalier de la Légion d'honneur (1926[4]).

## Publications

### Livres
- Les ex-libris et fers de reliure périgourdins antérieurs à la période moderne, Paris et Périgueux, Société Française des Collectionneurs d’Ex-Libris et de Reliures artistiques et Société historique et archéologique du Périgord, 1936, 201 p., 3 pl., 164 fig.

### Bulletin de la Société historique et archéologique du Périgord
- « Un médecin périgourdin embastillé pour libelles au XVIIIe siècle [François Bonis] », Bulletin de la Société historique et archéologique du Périgord, t. 60,‎ 1933, p. 141-142 (lire en ligne)
- « Un épisode de la Révolution à Périgueux, l'affaire Pipaud, Moulin, Sirey et Lambertie », Bulletin de la Société historique et archéologique du Périgord, t. 65,‎ 1938, p. 335-350 (lire en ligne), t.65, no 5, p. 417-432 (lire en ligne), t.65, no 6, p. 507-521 (lire en ligne), t.66, no 1, 1939, p. 91-107 (lire en ligne), t.66, no 2, p. 201-215 (lire en ligne), t.66, no 3, p. 312-330 (lire en ligne), t.66, no 4, p. 424-446 (lire en ligne)
- « Notes sur le a vrai pourtraict de la ville de Périgueux » et ses reproductions », Bulletin de la Société historique et archéologique du Périgord, t. 67, no 2,‎ 1940, p. 123-129 (lire en ligne)
- « Les Périgourdins à l'Assemblée nationale en 1789 », Bulletin de la Société historique et archéologique du Périgord, t. 67, no 3,‎ 1940, p. 233-237 (lire en ligne)
- « Le meurtre de Georges Mergier, Bergerac 1787 », Bulletin de la Société historique et archéologique du Périgord, t. 67, no 5,‎ 1940, p. 393-406 (lire en ligne)
- « Notes sur l'histoire de la médecine périgourdine. I : les sceaux de la communauté des chirurgiens de Périgueux; II : un scandale médical en 1794 », Bulletin de la Société historique et archéologique du Périgord, t. 67, no 6,‎ 1940, p. 450-455 (lire en ligne)
- « En marge de la cour de justice de Guyenne (1582-1584) », Bulletin de la Société historique et archéologique du Périgord, t. 68, no 2,‎ 1941, p. 121-126 (lire en ligne)
- « Les ex-libris et fers de reliure périgourdins antérieurs à la période moderne, additions et notes », Bulletin de la Société historique et archéologique du Périgord, t. 68, no 4,‎ 1941, p. 280-298 (lire en ligne)
- « Prospectus d'un oculiste ambulant », Bulletin de la Société historique et archéologique du Périgord, t. 68, no 5,‎ 1941, p. 383-384 (lire en ligne)
- « Les Duchesne de Montréal, lieutenants-généraux de la sénéchaussée de Périgueux et juges mages de Périgord », Bulletin de la Société historique et archéologique du Périgord, t. 68, no 6,‎ 1941, p. 416-442 (lire en ligne), t.69, no 1, 1942, p. 52-60 (lire en ligne), t.69, no 2, p. 111-121 (lire en ligne), t.69, no 3, p. 177-183 (lire en ligne)
- « Iconographie du Périgord. Les illustrations des « voyages » et des « géographies pittoresques » », Bulletin de la Société historique et archéologique du Périgord, t. 70, no 3,‎ 1943, p. 138-143 (lire en ligne), t.70, no 4, p. 192-196 (lire en ligne), t.73, no 3, 1946, p. 102-108 (lire en ligne)
- « Les débuts de la sériculture à Bourdeille », Bulletin de la Société historique et archéologique du Périgord, t. 71, no 3,‎ 1944, p. 147-171 (lire en ligne)
- « Éloge funèbre de M. le chanoine J. Roux », Bulletin de la Société historique et archéologique du Périgord, t. 71, no 4,‎ 1944, p. 203-206 (lire en ligne)
- « Le comte de Matha », Bulletin de la Société historique et archéologique du Périgord, t. 77, no 4,‎ 1950, p. 155-158 (lire en ligne)
- « Recherches sur la topographie ancienne de Périgueux : 1-La famille, le château et la porte de Pêrigueux, », Bulletin de la Société historique et archéologique du Périgord, t. 89, no 2,‎ 1962, p. 50-55 (lire en ligne), no 3, p. 100-102, « 1-La famille, le château et la porte de Périgueux (suite) » (lire en ligne), no 4, p. 138-141, « 1-La famille, le château et la porte de Périgueux (suite) » (lire en ligne), t. 90, no 2, 1963, p. 85-89, « 2-Le château d'Angoulême, 3-La porte Bouchère de la Cité » (lire en ligne), no 3, p. 129-134, « 4-Les deux églises de Saint-Pierre » (lire en ligne), t. 91, no 4, 1964, p. 143-146, « 5-Les terrière et l'église Saint-Charles, 6-L'église Saint-Eumais » (lire en ligne), t. 92, no 1, 1965, p. 58-61, « 7-Le « monastère » de Saint-Étienne, 8-Folors, 9-L'Orme des Vieilles » (lire en ligne), no 2, p. 104, « Las Fossilhas » (lire en ligne)
- « L'évêque Le Boux et les protestants », Bulletin de la Société historique et archéologique du Périgord, t. 91, no 2,‎ 1964, p. 71-73 (lire en ligne)
- « Hommage à Géraud Lavergne (1884-1965) », Bulletin de la Société historique et archéologique du Périgord, t. 92, no 3,‎ 1965, p. 111-112 (lire en ligne)
- « Catherine de Bourbon, dernière comtesse de Périgord », Bulletin de la Société historique et archéologique du Périgord, t. 93, no 1,‎ 1966, p. 29-53 (lire en ligne), no 2, p. 143-152 (lire en ligne), no 3, p. 174-189 (lire en ligne)